# Tipula pusilla
Tipula pusilla är en tvåvingeart som beskrevs av Pierre Justin Marie Macquart 1834. I den svenska databasen Dyntaxa används istället namnet Kloosia pusilla. 
Enligt Catalogue of Life ingår Tipula pusilla i släktet Tipula och familjen storharkrankar, men enligt Dyntaxa är tillhörigheten istället släktet Kloosia och familjen fjädermyggor. Arten har ej påträffats i Sverige. Inga underarter finns listade i Catalogue of Life.